# Бутовий камінь

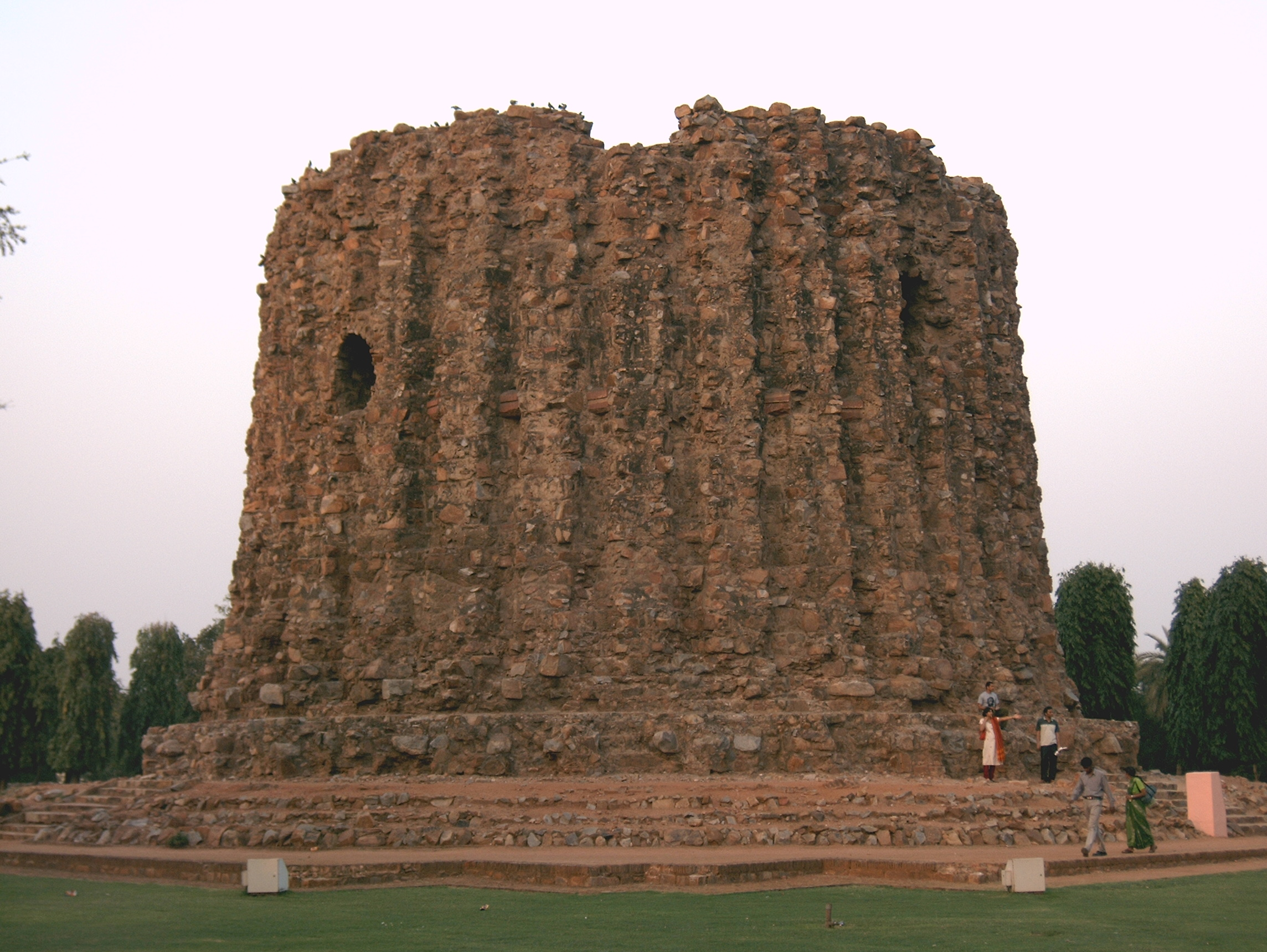
Незавершена будівля мінарету в Делі з бутового каменю

Бу́товий ка́мінь, бут — великі грудки (шматки) гірської породи неправильної форми розміром 150…500 мм, які одержують при розробці родовищ вапняків, доломітів, гранітів, пісковиків та інших гірських порід переважно буровибуховим способом. Різновид бутового каменю — булижник діаметром близько 300 мм.
Розрізняють бутовий камінь за міцністю:
- високоміцний (понад 500 МПа),
- середньої міцності (150—400 МПа),
- маломіцний (25—150 МПа).

Також розрізняють бутовий камінь за морозостійкістю.
Бутовий камінь застосовують у будівельній справі, зокрема для кладки фундаментів, у будівництві гідротехнічних споруд, у шахтах.